# Ravna Sika (Kaprije)
Ravna Sika je nenaseljeni otočić južno of otoka Kaprije i Zmajan. Najbliži otok je Ravan, oko 200 metara zapadno.
Površina otoka je 1.710 m2, a visina oko 1 metar.